# ニューおりおん
ニューおりおんは、名門大洋フェリーが運航していたフェリー。後に改名されフェリーふくおかとして就航した。

## 概要
おりおんの代船として尾道造船で建造され、1989年4月に就航した。ニューぺがさすに続く、名門大洋フェリー発足後の新造船第二船である。
共有建造制度を利用して建造された船舶整備公団との共有船である。
1992年4月に航路の愛称をシティライン（CITY LINE）とした際に、フェリーふくおかへ改名された。
フェリーふくおか2の就航により、2002年に引退した。
その後、海外売船され、フィリピンのWG&AグループのスーパーフェリーでSuper Ferry 16として就航した。
2007年に中国に売却されNEW QINGDAOとなり、直後にQUEEN QINGDAOと改名され、2009年の7月から9月にかけて北東アジアフェリーに用船され、日本海横断航路に一時就航した。
2012年に韓国に売却されNEW BLUE OCEANとなり、束草 - ザルビノ・ウラジオストク航路に就航した。
2016年に再びフィリピンに売却されST.THERESECHILDJESUSとなっている。

### 航路
名門大洋フェリー
- 大阪南港（大阪南港フェリーターミナル） - 新門司港（新門司フェリーターミナル）

北東アジアフェリー
- 束草（韓国） - 新潟港 - 琿春（中国） - ザルビノ（ロシア）

就航から約一ヶ月で運休となり、2010年10月に航路廃止となった。

## 事故・インシデント
1994年9月19日、4時38分ごろ、新門司港から大阪南港へ向けて航行中、明石海峡を通航する際、右舷前方の同航船が急に左転したため、減速の上、右転して同航船の右舷側を追い越そうとしたところ、右舷後方を続航していた阪九フェリーの第三十二阪九と江埼灯台の東方約3kmの地点で衝突した。本船の右舷船尾に第三十二阪九の左舷船首が後方から約20度の角度で衝突、本船は右舷船尾、第三十二阪九は左舷船首にそれぞれ凹損を生じ、第三十二阪九の乗客3名が頸椎捻挫などを負った。
事故原因は、本船が右転した同航船を左舷側に替わそうとして右転する際、右舷後方の第三十二阪九に対する動静監視が不十分で、衝突の危険を生じさせたこととされたが、第三十二阪九が、安全な船間距離を保たず、速力過大で衝突回避の時機を失したことも一因とされた。なお、両船とも運航管理規程では船長が直接指揮を執る海域とされていたが、それぞれ一等航海士に操舵を任せており、船長はそれを監督していた。本船においては、操船者と補佐の役割分担が不明確で、後方の動静監視が不十分となり事故につながったと指摘された
。